# Anton Losinger
Anton Losinger (Friedberg, 27 de julho de 1957) é bispo auxiliar e provador da catedral na diocese de Augsburg e membro do Conselho Alemão de Ética .

## Vida
Anton Losinger cresceu em Rohrbach . Participou de 1968 a 1977, o Johann Michael Sailer High School em Dillingen no Danúbio e depois estudou filosofia e teologia católica na Universidade de Augsburg até 1983 . Ele foi ordenado diácono em 30 de outubro de 1982  . Em 3 de julho de 1983, ele foi ordenado sacerdote pelo bispo Josef Stimpfle em Augsburg .
Em 1988, Anton Losinger no tema da teologia com a tese sobre Iusta autonomia.  Estudos de doutorado sobre um conceito-chave do Concílio Vaticano II . Depois de estudar economia 1989-1993 Losinger seguido PhD Dr. rer. de pol. com a dissertação sobre a justa distribuição de riqueza . O modelo Oswald von Nell-Breuning. Posteriormente, Anton Losinger foi professor visitante na Escola de Filosofia da Universidade Católica da América em Washington, DC, de 1994 a 1995
De 1997 a 2000, Losinger trabalhou como pastor nas comunidades de São Pedro e Paulo em Irsee em Allgäu e St. Laurentius em Ingenried . No ano 2000, a nomeação como Domkapitular e chefe do departamento "Escola e Educação" no Ordinariado Episcopal da diocese de Augsburg. Em 06 de junho de 2000 nomeou-o Papa João Paulo II. Para o titular da Vazi-Sarra e bispo auxiliar de Augsburg. A consagração episcopal lhe foi dada pelo Bispo Viktor Josef Dammertz OSB em 16 de julho do mesmo ano na Catedral de Augsburgo ;Os co- conselheiros foram o arcebispo de Bamberg Karl Braun e o bispo auxiliar Josef Grünwald . Seu lema, Spiritus est qui vivificat ("O Espírito Que Vive)", vem do Evangelho de João ( João 6:63 da  UE ). 
Em 2003 ele era de Cardeal Grão-Mestre Carlo Furno Cardinal para Grande Oficial da Ordem do Santo Sepulcro em Jerusalém e nomeado em 4 de Outubro de 2003 por Anton Schlembach , Grão Prior do Lieutenancy alemão investido.
Em 2009 ele foi eleito prefeito da catedral do capítulo da catedral de Augsburg.
Em 2010, o nome de Losinger foi freqüentemente mencionado na mídia como um possível sucessor do retirado Walter Mixa ; Por exemplo, quando conheceu o arcebispo Robert Zollitsch de Freiburg no final de abril e o arcebispo Reinhard Marx de Munique em uma audiência privada com o papa Bento XVI. acompanhada.

## Act
Em 2005, Anton Losinger foi nomeado para o Conselho Nacional de Ética por decisão do Governo Federal . Após a sua dissolução em Fevereiro de 2008, a Losinger pertence desde abril de 2008 ao Conselho Alemão de Ética, no qual foi nomeado pelo Presidente do Bundestag .
Em 2006, Anton Losinger emitiu uma votação minoritária sobre a eutanásia no Conselho Nacional de Ética .
Em setembro de 2016, foi o único teólogo a ser nomeado para a Comissão de Ética "Automated and Connected Driving", recentemente criado pelo Ministro Federal dos Transportes, Alexander Dobrindt .
Ele é vice-presidente da Comissão para a sociedade e dos Assuntos Sociais e membro da Comissão de Ciência e Cultura dos Bispos Alemães Conferência   e faz parte da Comissão de Conferências Episcopais da Europa diante. 
Losinger foi eleito em março de 2015 pelos bispos bávaros como presidente do Conselho Fundacional da Universidade Católica de Eichstätt-Ingolstadt (KU). Ele sucede neste cargo ao presidente da Conferência Episcopal de Freising, o Cardeal Reinhard Marx, que continua sendo o Magnus Cancellarius da KU.

## Honras e Prêmios
- Ordem dos Cavaleiros do Santo Sepulcro de Jerusalém (Komturei Augsburg)
- Prêmio Albertus Magnus da Diocese de Augsburg para realizações científicas notáveis no campo da teologia
- Prêmio Científico do Instituto Social Católico da Arquidiocese de Colônia para trabalho científico excepcional no campo da ética social e da política social (1994)
- Nomeado Presidente Honorário da Associação de Coral Bavarian-Swabian (16 de janeiro de 2010)
- Cruz do Mérito na Faixa da Ordem do Mérito da República Federal da Alemanha (2012)